# Årdal
Årdal ist eine Kommune im norwegischen Fylke Vestland. Die Kommune hat 5213 Einwohner (Stand: 1. Januar 2025). Verwaltungssitz ist die Ortschaft Årdalstangen. Die Kommune Årdal ist stark von der Aluminiumindustrie geprägt und liegt umgeben von Berggebieten am Årdalsfjord.

## Geografie

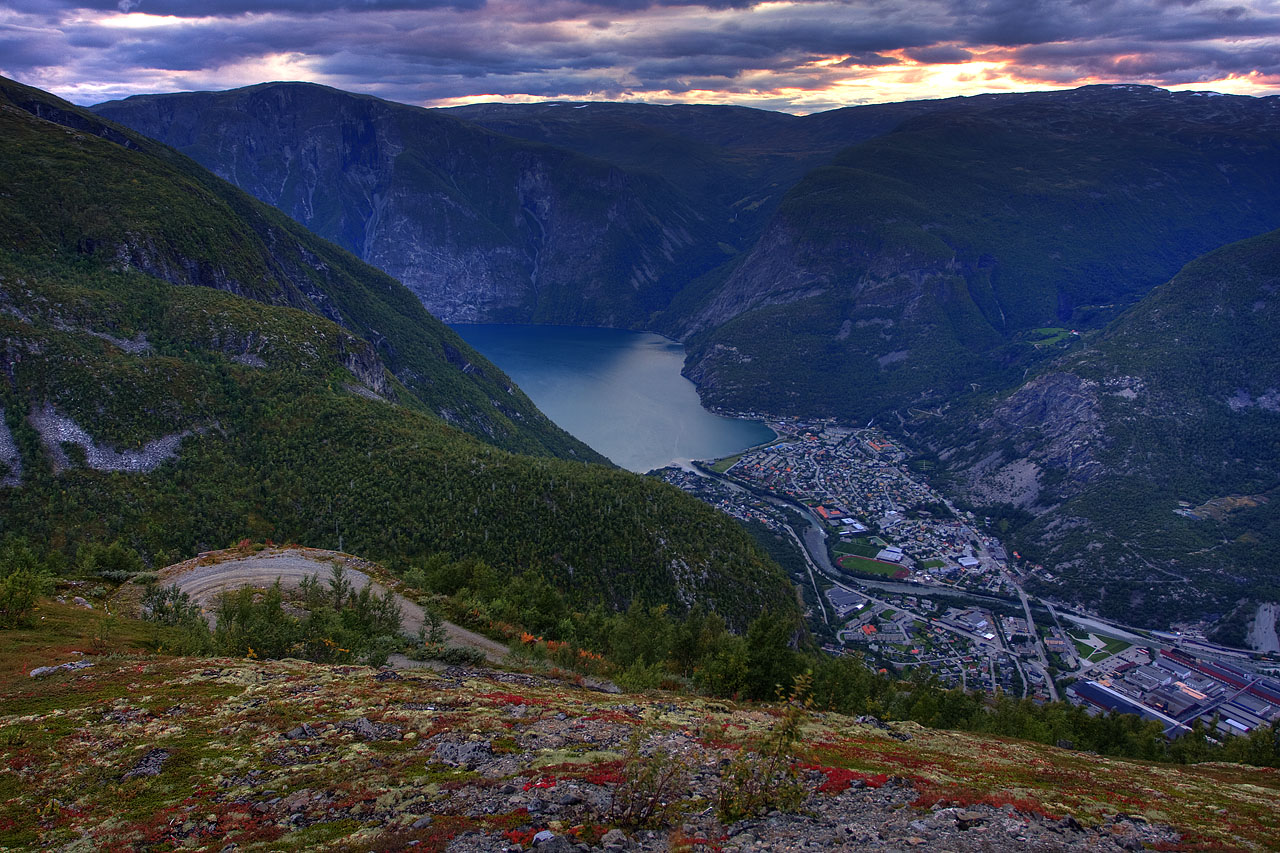
Blick auf Øvre Årdal, die Utla und das Årdalsvatnet

Die Kommune liegt im Osten des Fylkes Vestland am inneren Ende des Sognefjords, des längsten Fjords in Norwegen. Der Fjordarm, der aus dem Westen in die Kommune hineinreicht, wird auch Årdalsfjord genannt. Årdal grenzt im Norden und Westen an die Kommune Luster, im Osten an Vang sowie im Süden an Lærdal. Die Grenze zu Vang stellt zugleich die Grenze zum Nachbarfylke Innlandet dar. Des Weiteren besteht im Sognefjord an einem Punkt eine Grenze zur Kommune Sogndal.
Am inneren Ende des Årdalsfjords befindet sich auf einer Landenge zwischen dem Fjord und dem See Årdalsvatnet die Ortschaft Årdalstangen. Am Årdalsvatnet-Nordostufer liegt an der Mündung der Utla die Ortschaft Øvre Årdal. Die Utla fließt aus dem Utladalen, in dem sich auch der Wasserfall Vettisfossen befindet, auf die Ortschaft zu. Neben dem Utladalen enden zudem weitere Täler, etwa das Moadalen, in Øvre Årdal. Die Gesamtfläche der Kommune beträgt 976,58 km², wobei Binnengewässer zusammen 46,52 km² ausmachen.
An den Seiten des Fjords, des Årdalvatnets und der Täler steigt das Terrain steil an und erreicht teilweise Höhen von über 2000 moh. Im Norden reicht Årdal in den Hurrungane-Gebirgszug hinein, im Osten ins Jotunheimen-Gebirge. Der höchste Berg der Kommune ist die Store Skagastølstind – auch Storen genannt – im Hurrungane-Gebirge mit einer Höhe von 2405,12 moh. Der Berg liegt auf der Grenze zu Luster und ist die dritthöchste Erhebung Norwegens. Ein Teil der Kommune geht in den Jotunheimen-Nationalpark (Jotunheimen nasjonalpark) ein.

## Einwohner
Die Einwohner der Kommune leben stark konzentriert am Årdalsvatnet. Ein kleinerer Anteil der Einwohner lebt zudem im Seimsdalen, das etwas westlich des Årdalsvatnets verläuft. Die Einwohnerzahl stieg bis etwa 1970 stark an, da durch den Ausbau der Wasserkraft und des Aluminiumwerks in Øvre Årdal viele Arbeitsplätze entstanden. Während 1945 noch rund 2000 Personen in der Kommune lebten, stieg die Zahl bis 1970 auf etwa 7500 Einwohner. Seitdem ist die Einwohnerzahl jedoch rückläufig.
In der Kommune liegen mehrere sogenannte Tettsteder, also mehrere Ansiedlungen, die für statistische Zwecke als eine städtische Siedlung gewertet werden. Diese sind Øvre Årdal mit 3122, Årdalstangen mit 1393 und Seimsdalen mit 412 Einwohnern (Stand: 1. Januar 2024).
Die Einwohner der Kommune werden Årdøl genannt. Offizielle Schriftsprache ist wie in vielen Kommunen in Vestland Nynorsk, die weniger weit verbreitete der beiden norwegischen Sprachformen.
| Jahr          | 1986 | 1990 | 1995 | 2000 | 2005 | 2010 | 2015 | 2020 | 2025 |
| ------------- | ---- | ---- | ---- | ---- | ---- | ---- | ---- | ---- | ---- |
| Einwohnerzahl | 6305 | 6257 | 5936 | 5797 | 5631 | 5634 | 5429 | 5193 | 5213 |

## Geschichte

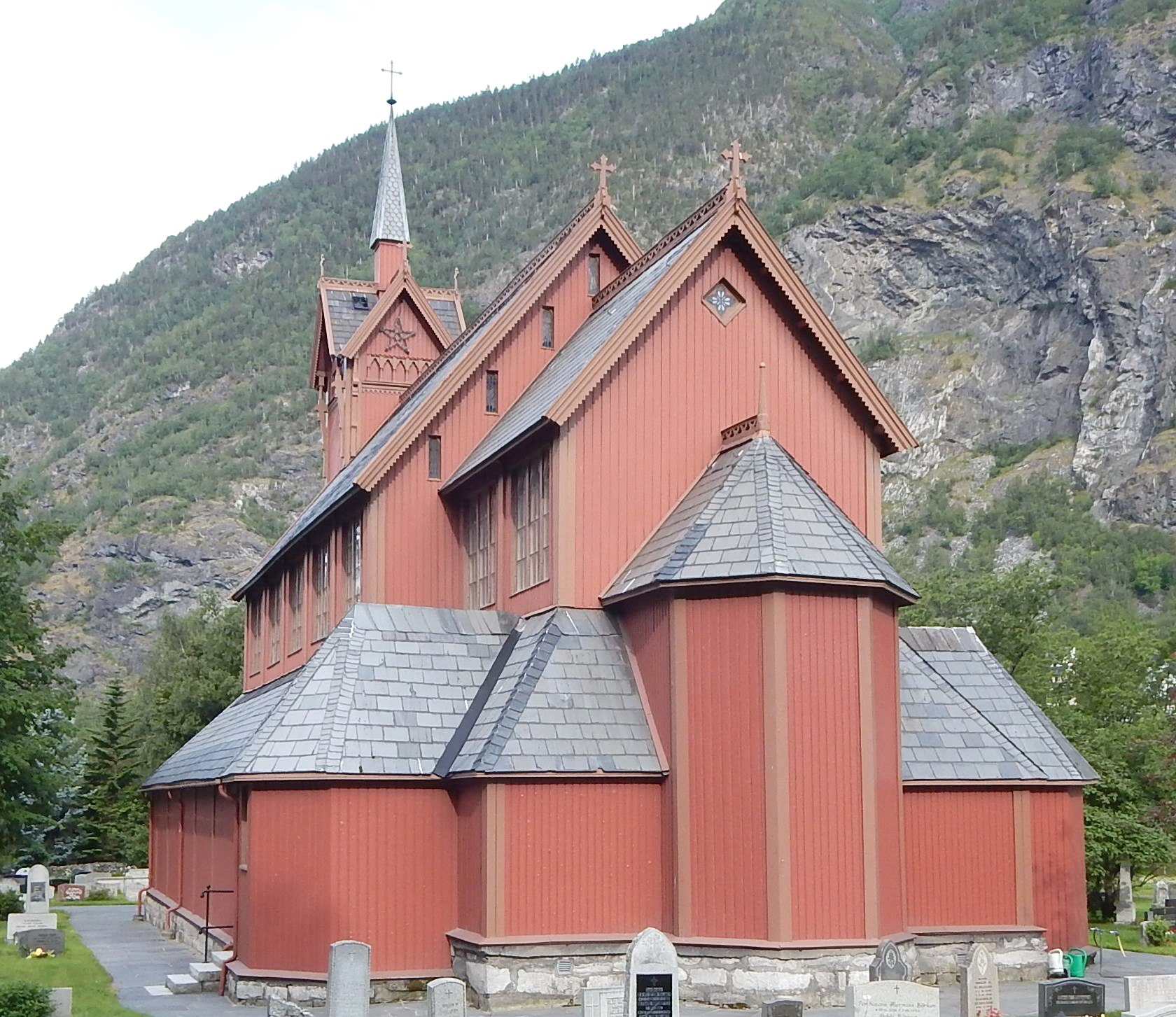
Årdal kyrkje

Die Kommune Årdal entstand im Jahr 1863, als sie von Lærdal abgespalten wurde. Årdal hatte bei seiner Gründung 1791 Einwohner. Lærdal verblieb mit 2777 Personen. Zum 1. Januar 1964 ging ein von elf Personen bewohntes Areal wieder an Lærdal. Bis zum 31. Dezember 2019 gehörte Årdal dem damaligen Fylke Sogn og Fjordane an. Dieses ging im Zuge der Regionalreform in Norwegen in das zum 1. Januar 2020 neu geschaffene Fylke Vestland über.
Im Jahr 1867 wurde die Stabkirche von Årdal abgerissen. An ihrer Stelle wurde die heutige Kirche von Årdal, die Årdal kyrkje, nach Plänen des Architekten Christian Christie erbaut. Die neue Kirche mit 535 Sitzplätzen ist von der Architektur der Stabkirchen inspiriert.

## Verkehr
Der Fylkesvei 53 ist die Hauptverkehrsader der Kommune. Er führt entlang der Südseite des Årdalsfjords aus der Nachbarkommune Lærdal nach Årdalstangen, weiter entlang des Årdalvatnets nach Øvre Årdal und von dort aus weiter durch das Moadalen und Tyedalen in die Nachbarkommune Vang. Dort mündet der Fylkesvei in die Europastraße 16 (E16). In Lærdal mündet der Fylkesvei 53 in den Riksvei 5, der ebenfalls in die E16 mündet. Aufgrund der topografischen Gegebenheiten befinden sich in der Kommune viele Straßentunnel, die unter Berge hindurch führen.

## Wirtschaft

### Industrie
Anfang des 20. Jahrhunderts wurden in Årdal mehrere Wasserkraftwerke gebaut, die die Landschaft stark veränderten. Im Zweiten Weltkrieg gründeten die deutschen Besatzer die Nordische Aluminium AG (Nordag), die die Aluminiumproduktion in Norwegen aufziehen sollte. In der Kommune Årdal, in der durch die Wasserkraftwerke bereits eine wichtige Grundlage geschaffen worden war, wurde mit dem Bau eines Aluminium-Schmelzwerks in Øvre Årdal und dem Ausbau des Hafens in Årdalstangen begonnen. Zeitweise waren dazu über 1200 sowjetische und 650 französische Zwangsarbeiter sowie 1200 Freiwillige aus Norwegen im Einsatz. Das Werk konnte bis zum Ende des Zweiten Weltkriegs nur teilweise fertiggestellt werden.
Nach dem Ende des Zweiten Weltkriegs wurde das Schmelzwerk durch den norwegischen Staatsbetrieb Årdal og Sunndal Verk (ÅSV) in Betrieb genommen. Bis in die 1970er-Jahre war die Gegend aufgrund des Aluminiumwerks einer starken Fluoridverschmutzung ausgesetzt. Dies führte unter anderem zu Waldsterben und vielen Erkrankungen.
Im Jahr 1986 wurde das Werk an Norsk Hydro verkauft. Norsk Hydro ist seitdem der größte Arbeitgeber der Kommune.

### Wasserkraftwerke

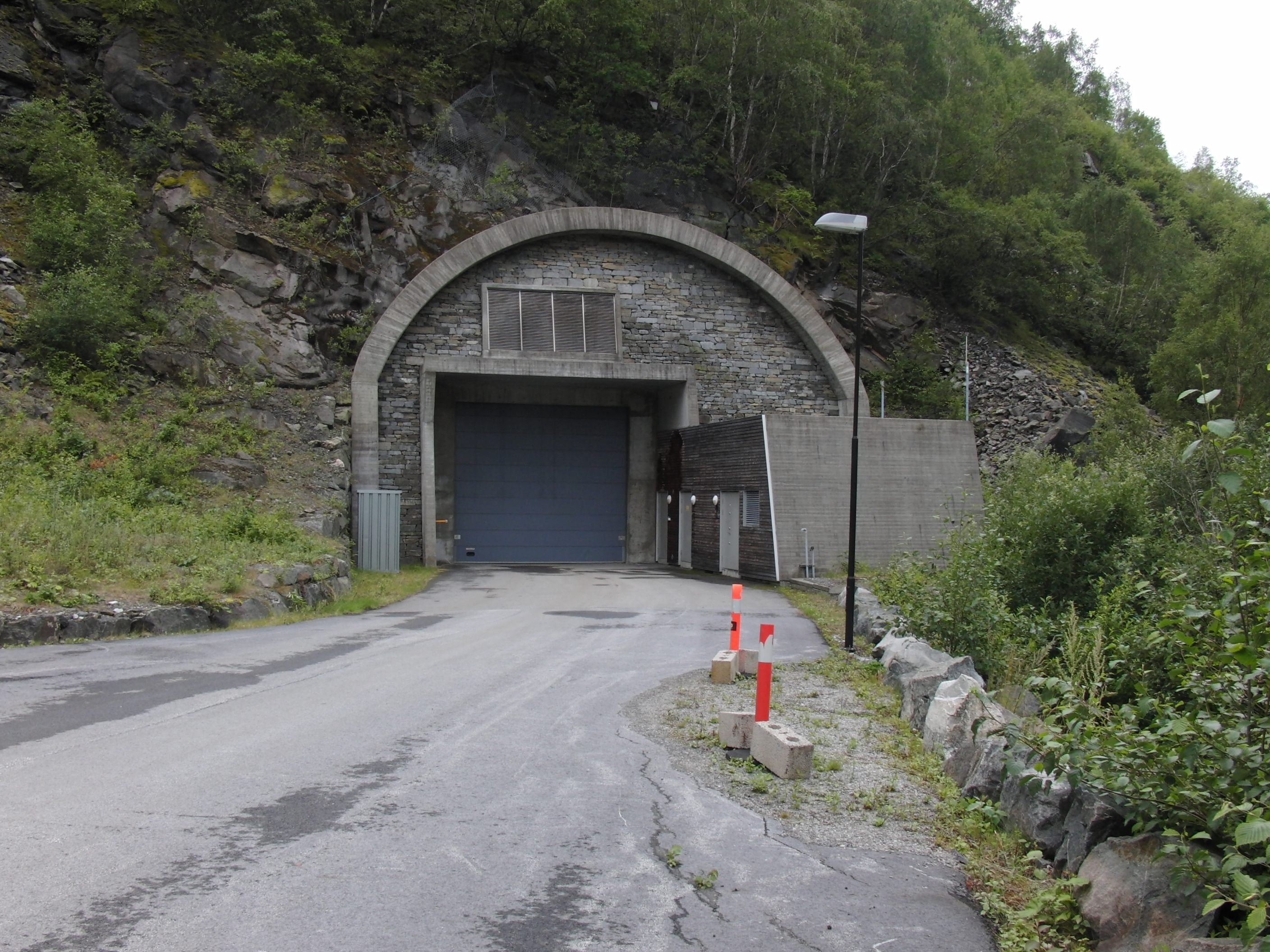
Kraftwerk Tyin

In Årdal befinden sich mehrere Wasserkraftwerke. Das Kraftwerk Tyin wurde 2004 in Betrieb genommen und ist mit einer mittleren Jahresproduktion von rund 1462 GWh das größte der Kommune. Es nutzt eine Fallhöhe von rund 1040 Metern zwischen dem See Tyin in der Nachbarkommune Vang und Øvre Årdal aus. Das Kraftwerk Naddvik ist seit 1987 in Betrieb und hatte zwischen 1991 und 2020 eine mittlere Jahresproduktion von etwa 447 GWh. Die Fallhöhe beträgt 969 Meter. Mit einer mittleren Jahresproduktion von 70,5 GWh ist das Kraftwerk Holsbru das drittgrößte Wasserkraftwerk der Kommune. Es wurde 2012 in Betrieb genommen und nutzt eine Fallhöhe von rund 688 Metern aus.

### Sonstiges
Im Jahr 2021 arbeiteten von rund 2500 Arbeitstätigen etwa 2230 in Årdal selbst. Jeweils über 50 Personen pendelten in die Kommunen Sogndal und Lærdal.

## Politik
Die Industriearbeiter in Årdal wurden in der Nachkriegszeit zum Symbol für das moderne Norwegen und die Sozialdemokratie. Bis heute ist die Kommune eine Hochburg der norwegischen Sozialdemokratie. Bei der Stortingswahl im Jahr 2009 erreichte die Arbeiderpartiet in Årdal ein Ergebnis von 70,2 %. Bei den folgenden Wahlen sank der Wert zwar auf unter 60 %, allerdings lagen die Ergebnisse weiterhin weit über dem Landesdurchschnitt.

## Name
Der Name Årdal leitet sich vom Altnordischen Árdalr ab und bedeutet „Flusstal“.

## Persönlichkeiten
- James O. Davidson (1854–1922), norwegisch-amerikanischer Politiker
- Olav Offerdahl (1857–1930), Geistlicher
- Kristin Hille Valla (* 1944), Politikerin
- Christl Kvam (* 1962), Verbandsfunktionärin und Politikerin
- Geir Einang (* 1965), Biathlet